# Никола Вълканов
Никола Борисович Вълканов е български политик.

## Биография
Роден е в Бесарабия. Адвокатства във Варна. В периода 28 април – 16 юни 1895 е кмет на град Варна. След като престава да бъде кмет е избиран за общински съветник и народен представител в IX обикновено народно събрание.